# John Wilson (escriptor escocès)
John Wilson d'Elleray FRSE (18 de maig de 1785 – Edinburgh, 3 d'abril de 1854) va ser un escriptor i crític literari escocès que utilitzava sovint el pseudònim de Christopher North
Va ser professor de Filosofia moral a la Universitat d'Edinburgh (1820–51).

## Biografia
John Wilson nasqué a Paisley, fill de John Wilson i Margaret Syme (1753–1825). Als 12 anys passà a estudiar a la Universitat de Glasgow.
El 1803 Wilson entrà com gentleman commoner al Magdalen College, Oxford. Es graduà l'any 1807. Es va ocupar d'una finca situada a Windermere anomenada Elleray. Allà va escriure diversos poemes publicats l'any 1812 titulats The Isle of Palms. Es va fer amic de William Wordsworth, Samuel Taylor Coleridge, Robert Southey i Thomas de Quincey.
L'any 1811 es va casar amb Jane Penny, filla del mercades d'esclaus de Liverpool James Penny.
L'any 1815 es va fer advocat. El 1816 publicà el seu segon volum de poemes, The City of the Plague.
L'any 1822 inicià la seva sèrie dels Noctes Ambrosianae